# گیلمور منزیس اندرسون
گیلمور منزیس اندرسون (انگلیسی: Gilmour Anderson; ۲۹ آوریل ۱۹۱۴ – ۱۲ دسامبر ۱۹۷۷) فرد نظامی اهل بریتانیا بود. وی همچنین برندهٔ جوایزی همچون شوالیه (عنوان) شده‌است.